# Prawo Dastre’a-Morata
Prawo Dastre’a-Morata, reguła Dastre’a-Morata – reakcja fizjologiczna organizmu polegająca na rozszerzaniu się pod wpływem ciepła naczyń skórnych na dużym obszarze, czemu towarzyszy równoczesne zwężenie naczyń krwionośnych w obrębie klatki piersiowej i jamy brzusznej, oraz odwrotnie (w przypadku zwężenia naczyń skórnych pod wpływem zimna następuje wazodylatacja naczyń jamy brzusznej i klatki piersiowej). Jedynie naczynia doprowadzające krew do nerek i śledziony oraz mózgu zachowują się zgodnie z reakcją naczyń skórnych.
Prawo to wyrażane jest też w skrótowej formie: światło naczyń krwionośnych narządów wewnętrznych zachowuje się antagonistycznie wobec światła naczyń skóry.